# FIA World Endurance Championship
A FIA World Endurance Championship (rövidítve: WEC) egy autóverseny-sorozat, a Automobile Club de l'Ouest (ACO) irányítása alatt áll, de a szabályait a Nemzetközi Automobil Szövetség (FIA) határozza meg. A sorozat elődje a Intercontinental Le Mans Cup, amely 2010 és 2011 között létezett. A World Endurance Championship nevet korábban használta a FIA 1981 és 1985 között. A sorozat jellemzője, hogy több osztályú autók versenyeznek hosszú távú versenyeken, a Le Mans prototípusú autók és a GT autók versenyeznek a sorozatban, valamint az LM GTE kategória. Világbajnoki címet adnak az első gyártónak és a versenyzőknek, valamint a privát csapatoknak.

## Nagydíjak
| Verseny                                    | Pálya                              |
| ------------------------------------------ | ---------------------------------- |
| 1000 miles of Sebring                      | Sebring International Raceway      |
| 6 Hours of Portimão                        | Autódromo Internacional do Algarve |
| TotalEnergies 6 Hours of Spa-Francorchamps | Circuit de Spa-Francorchamps       |
| Le Mans-i 24 órás autóverseny              | Circuit de la Sarthe               |
| 6 Hours of Monza                           | Autodromo Nazionale Monza          |
| 6 Hours of Fuji                            | Fuji Speedway                      |
| 8 Hours of Bahrain                         | Bahrain International Circuit      |

## Korábbi nagydíjak
| Verseny                      | Pálya                          |
| ---------------------------- | ------------------------------ |
| Sebringi 12 órás autóverseny | Sebring International Raceway  |
| 6 Hours of São Paulo         | Autódromo José Carlos Pace     |
| 6 Hours of Silverstone       | Silverstone Circuit            |
| 6 Hours of Shanghai          | Shanghai International Circuit |
| Lone Star Le Mans            | Circuit of the Americas        |

## Bajnokok
| Szezon  | Versenyzők                                      | Csapat                | Gyártó  | Gumi |
| ------- | ----------------------------------------------- | --------------------- | ------- | ---- |
| 2012    | André Lotterer Benoît Tréluyer Marcel Fässler   | Audi Sport Team Joest | Audi    | M    |
| 2013    | Allan McNish Tom Kristensen Loïc Duval          | Audi Sport Team Joest | Audi    | M    |
| 2014    | Anthony Davidson Sébastien Buemi                | Toyota Racing         | Toyota  | M    |
| 2015    | Timo Bernhard Mark Webber Brendon Hartley       | Porsche Team          | Porsche | M    |
| 2016    | Marc Lieb Neel Jani Romain Dumas                | Porsche Team          | Porsche | M    |
| 2017    | Timo Bernhard Earl Bamber Brendon Hartley       | Porsche Team          | Porsche | M    |
| 2018–19 | Fernando Alonso Sébastien Buemi Kazuki Nakajima | Toyota Gazoo Racing   | Toyota  | M    |
| 2019–20 | Mike Conway Kobajasi Kamui José María López     | Toyota Gazoo Racing   | Toyota  | M    |
| 2021    | Mike Conway Kobajasi Kamui José María López     | Toyota Gazoo Racing   | Toyota  | M    |
| 2022    | Brendon Hartley Hirakava Rjó Sébastien Buemi    | Toyota Gazoo Racing   | Toyota  | M    |
| 2023    | Brendon Hartley Hirakava Rjó Sébastien Buemi    | Toyota Gazoo Racing   | Toyota  | M    |

## Lásd még
- United SportsCar Championship
- European Le Mans Series
- FIA GT1 világbajnokság

## Külső hivatkozások
- FIA World Endurance Championship
- Automobile Club de l'Ouest
- Fédération Internationale de l'Automobile